# Поттер, Келли
Келли Д. Поттер (англ. Kelli D. Potter) — американский философ и доцент кафедры философии в Университете долины Юты. Области, на которых она специализируется: философия религии, мормонские исследования, философия гендера и философия логики. Поттер была одним из основателей и членов совета Общества мормонской философии и теологии, а также редактором-основателем журнала Element: The Journal for the Society for Mormon Philosophy and Theology, работая в этой должности с 2000 по 2002 год. Поттер также входила в редколлегию журнала «Dialogue: A Journal of Mormon Thought» с 1999 по 2003 год.
Будучи трансгендерной женщиной, Поттер в своих произведениях поднимает вопросы несправедливости и теологии, связанные с трансгендерным сообществом и Церковью Иисуса Христа Святых последних дней.
Поттер также изучает природу религиозных разногласий внутри религиозных традиций, то есть гетеродоксии. Она утверждает, что существование гетеродоксии во всех основных религиозных традициях подразумевает, что религиозная вера сама по себе не имеет определённого когнитивного содержания.